# Madtjärnen (Torrskogs socken, Dalsland)
Madtjärnen är en sjö i Bengtsfors kommun i Dalsland och ingår i Göta älvs huvudavrinningsområde.